# Cú pháp câu lệnh
Cú pháp câu lệnh (tiếng Anh: programming syntax) của một ngôn ngữ lập trình là các quy tắc luật lệ về trật tự và hình thức viết của một câu lệnh.
Tùy theo ngôn ngữ mà các cú pháp này có sự thay đổi khác nhau.

## Cấu trúc thông thường của các cú pháp câu lệnh
- Mỗi câu lệnh thường bắt đầu bằng ký tự hay một từ riêng chỉ tên của câu lệnh.
- Theo sau đó là trật tự xác định của các toán tử, hay hệ thống các ký tự mô tả, hay các tham số.
- Một số ngôn ngữ lập trình yêu cầu phải có ký tự kết thúc câu lệnh và thường là dấu chấm-phẩy (;).
- Tuỳ theo ngôn ngữ, mỗi câu lệnh có thể có nhiều hơn một cú pháp.
- Mỗi câu lệnh cũng sẽ có một giá trị được gửi về sau khi thực thi. Các giá trị này có thể dùng cho nhiều mục đích khác nhau. Một mục đích quan trọng là để biết trạng thái của câu lệnh vừa thực hiện có thành công hay không.

## Thí dụ minh họa về cú pháp câu lệnh

### MS-DOS và Microsoft Windows
Trong các văn lệnh (batch instruction) của MS-DOS và Microsoft Windows, các câu lệnh không bị ảnh hưởng bởi các chữ viết hoa hay viết thường. Chẳng hạn câu lệnh chép tệp f1.txt thành f2.txt trong DOS và Windows có thể ở dạng:
copy f1.txt f2.txt
hay:
CoPy f1.txt f2.txt.
đều có cùng một ý nghĩa. Tuy nhiên, quy tắc mà câu lệnh này đòi hỏi là không được sai chính tả và không được đảo lộn thứ tự vị trí của f1.txt và f2.txt.

### Ngôn ngữ C
```
//các_chú_thích
```

Câu lệnh trên yêu cầu trình biên dịch bỏ qua không dịch, dùng để ghi các chú thích.
```
printf("Tên của bạn là Hùng.");
```

Câu lệnh trên có ý nghĩa là hiển thị ra màn hình dòng chữ "Tên của bạn là Hùng." Các thành phần và yêu cầu của cú pháp này là:
1. Câu lệnh này có tên là printf (dùng để xuất dữ liệu ra màn hình, tập tin, hay các đầu ra khác). Nó có thể có nhiều hơn một cú pháp nhưng ở đây ta chỉ xét cú pháp đơn giản nhất là xuất ra màn hình.
2. Cấu trúc bắt buộc: tất cả các thành phần còn lại ngoại trừ ký tự kết thúc câu lệnh phải nằm giữa dấu ngoặc đơn mở ( và dấu ngoặc đơn đóng ).
3. Toán tử "Tên của bạn là Hung" có kiểu string phải mở đầu và kết thúc bởi dấu ngoặc kép ".
4. Câu lệnh phải được kết thúc bằng ký tự ;.